# Limburg United in het seizoen 2025/26
Het seizoen 2025/2026 was het 12e jaar in het bestaan van de Limburgse basketbalclub Limburg United sinds de oprichting in 2014.

## Verloop
Volgende spelers verlieten de club: Jarne Lesuisse, Kobe Abelshausen, Jo Van Buggenhout, Alexander Raedschelders, Léon de Mol, Javion Ogunyemi, Toon Ceyssens, Jaren Holmes, Oskar Giltay en Clifford Hammonds. Coach van de B-ploeg en assistent-coach Christoff Janssens verliet de ploeg voor Leuven Bears. Nieuwe spelers werden: Marijn Ververs, Mason Gillis, Jalen Blackmon, Aubin Gateretse en Nick Muszynski.

## Ploeg
Antwerp Giants ·
Brussels Basketball ·
Den Helder SUNS ·
Donar ·
Rotterdam City ·
Heroes Den Bosch ·
Kangoeroes Mechelen ·
Kortrijk Spurs ·
Landstede Hammers ·
Leuven Bears ·
Limburg United ·
LWD Basket ·
Okapi Aalst ·
Oostende ·
PrismaWorx BAL ·
Spirou Charleroi ·
Union Mons-Hainaut ·
ZZ Leiden